# 津南町

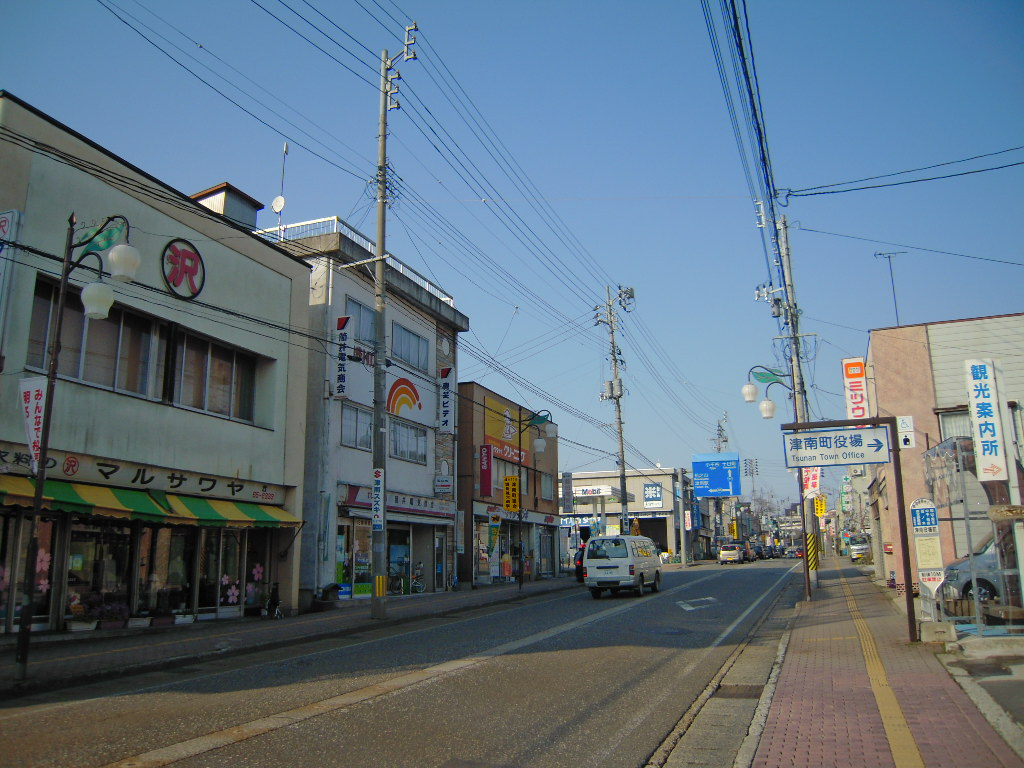
津南町中心部

津南町（つなんまち）は、新潟県中魚沼郡に属する町。新潟県最南端の長野県境に位置している。中越地方の町で十日町都市圏に含まれる。

## 地理

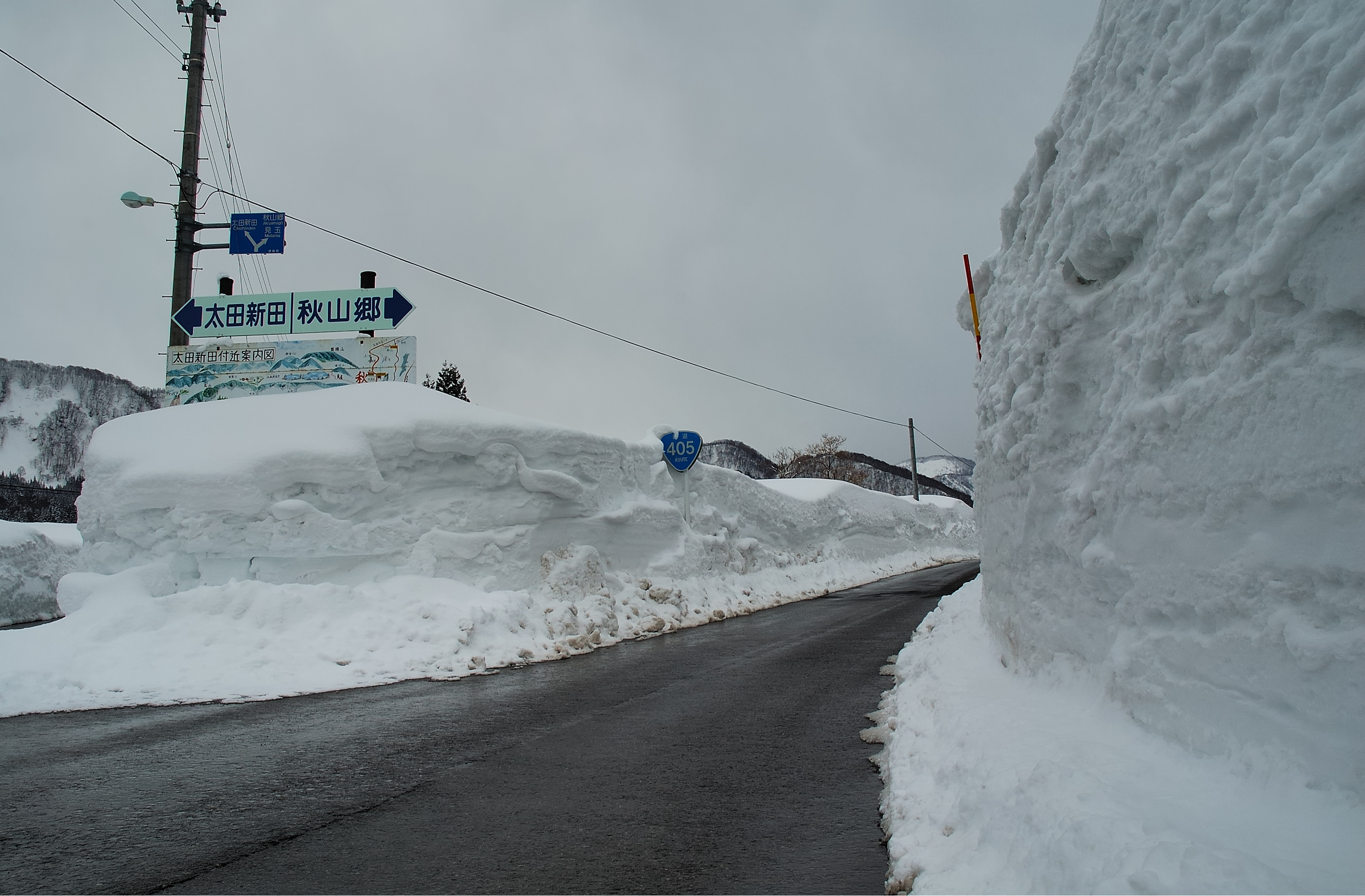
町内を走る国道405号。一帯では毎年多くの雪が積もる。

魚沼地方（旧魚沼郡）南西部に位置しており、後述のように魚沼コシヒカリの生産が盛んである。
隣接する十日町市への通勤率は13.3%（平成22年国勢調査）。長野県の栄村などと県境を接する。

### 地形

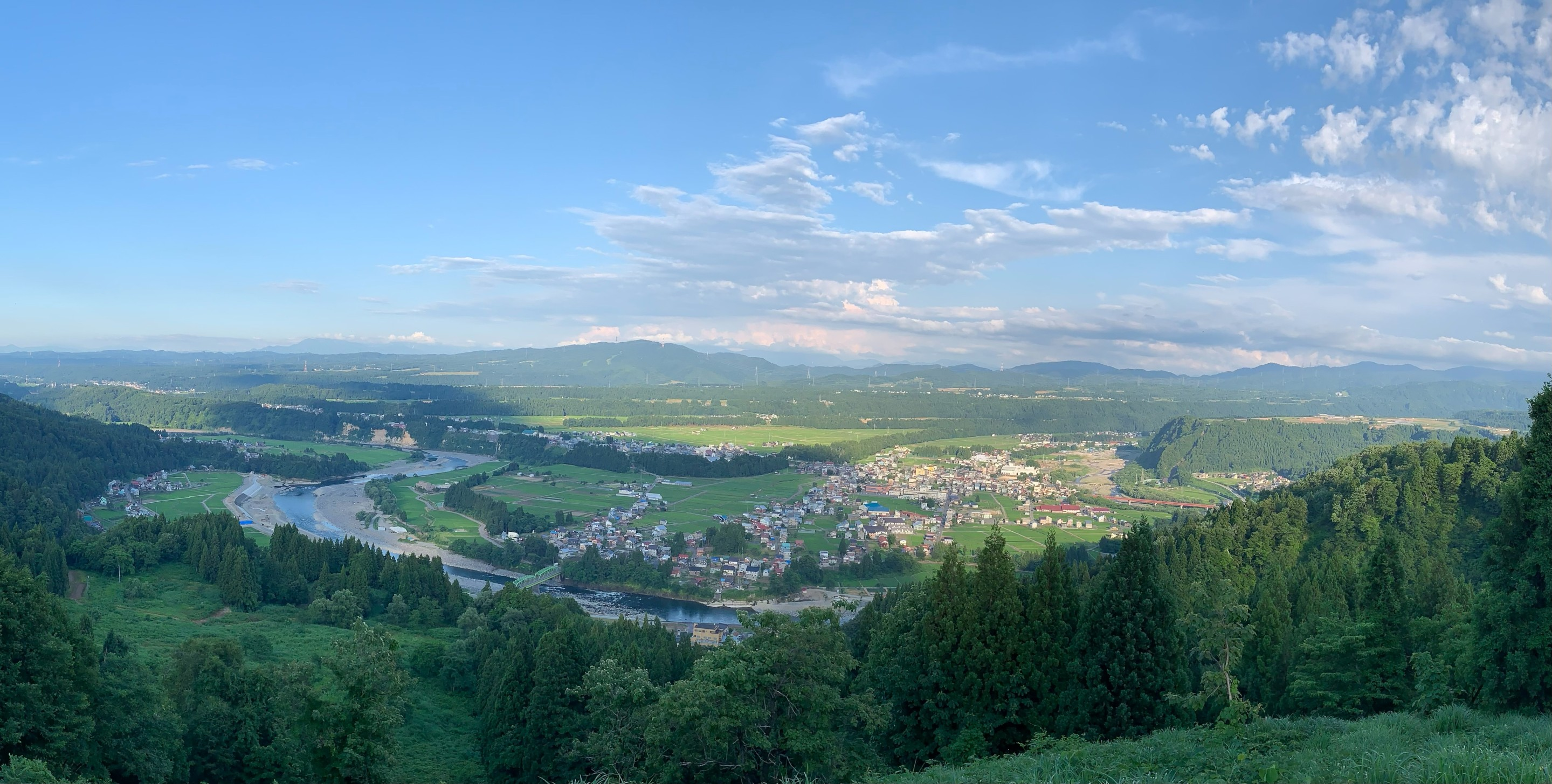
「河岸段丘と信濃川の展望台」からの風景

信濃川およびその支流沿いの山間部に町域が広がる。町内を代表する地形である河岸段丘は日本最大の規模で、特に見玉（みだま）地区で柱状節理が連なる「石落し」が名高い。石落しや苗場山を含めて苗場山麓ジオパークとして認定されている。また、水の郷百選「悠久の河岸段丘と湧き出る名水の里」に選ばれている。
苗場山は町の南東に位置する標高2145mの山で、山腹に点在する池塘が苗代に見えることから「天の苗代」として信仰されてきた。また、山伏山は町の北部に位置する標高903mの山で、山麓には風穴が点在しており、かつては養蚕の貯蔵に利用されていた。
役場の標高は241 mであるが、段丘の上面には400 mを超える土地が広がっている。
- 主な山: 苗場山、山伏山
- 主な河川: 信濃川、中津川、清津川、志久見川

## 気候
寒暖の差が大きく気温の年較差、日較差が大きい顕著な大陸性気候である。日本有数の豪雪地帯であり、特別豪雪地帯に指定されている。年間平均降雪量が1301cm、年間平均最深積雪が271cmで、気象庁による新潟県内の観測地点の中で、最も大きい値である。2022年2月24日には419cmの最深積雪を観測した。
また、町の中心部でも最深積雪が3m以上になることがしばしばある。。
| 津南（1991年 - 2020年）の気候      | 津南（1991年 - 2020年）の気候 | 津南（1991年 - 2020年）の気候 | 津南（1991年 - 2020年）の気候 | 津南（1991年 - 2020年）の気候 | 津南（1991年 - 2020年）の気候 | 津南（1991年 - 2020年）の気候 | 津南（1991年 - 2020年）の気候 | 津南（1991年 - 2020年）の気候 | 津南（1991年 - 2020年）の気候 | 津南（1991年 - 2020年）の気候 | 津南（1991年 - 2020年）の気候 | 津南（1991年 - 2020年）の気候 | 津南（1991年 - 2020年）の気候 |
| 月                                 | 1月                           | 2月                           | 3月                           | 4月                           | 5月                           | 6月                           | 7月                           | 8月                           | 9月                           | 10月                          | 11月                          | 12月                          | 年                            |
| ---------------------------------- | ----------------------------- | ----------------------------- | ----------------------------- | ----------------------------- | ----------------------------- | ----------------------------- | ----------------------------- | ----------------------------- | ----------------------------- | ----------------------------- | ----------------------------- | ----------------------------- | ----------------------------- |
| 最高気温記録 °C （°F）             | 13.1 (55.6)                   | 17.3 (63.1)                   | 19.8 (67.6)                   | 28.1 (82.6)                   | 31.8 (89.2)                   | 35.2 (95.4)                   | 34.8 (94.6)                   | 35.0 (95)                     | 33.8 (92.8)                   | 31.8 (89.2)                   | 23.5 (74.3)                   | 19.6 (67.3)                   | 35.2 (95.4)                   |
| 平均最高気温 °C （°F）             | 1.8 (35.2)                    | 2.6 (36.7)                    | 6.3 (43.3)                    | 13.4 (56.1)                   | 20.3 (68.5)                   | 23.5 (74.3)                   | 26.9 (80.4)                   | 28.4 (83.1)                   | 24.0 (75.2)                   | 17.8 (64)                     | 11.6 (52.9)                   | 5.0 (41)                      | 15.1 (59.2)                   |
| 日平均気温 °C （°F）               | −1.2 (29.8)                   | −0.9 (30.4)                   | 2.1 (35.8)                    | 8.0 (46.4)                    | 14.9 (58.8)                   | 19.0 (66.2)                   | 22.7 (72.9)                   | 23.8 (74.8)                   | 19.6 (67.3)                   | 13.5 (56.3)                   | 7.3 (45.1)                    | 1.7 (35.1)                    | 10.9 (51.6)                   |
| 平均最低気温 °C （°F）             | −4.4 (24.1)                   | −4.8 (23.4)                   | −2.0 (28.4)                   | 3.3 (37.9)                    | 9.8 (49.6)                    | 15.1 (59.2)                   | 19.3 (66.7)                   | 20.1 (68.2)                   | 15.9 (60.6)                   | 9.6 (49.3)                    | 3.5 (38.3)                    | −1.4 (29.5)                   | 7.0 (44.6)                    |
| 最低気温記録 °C （°F）             | −15.8 (3.6)                   | −16.5 (2.3)                   | −14.2 (6.4)                   | −8.1 (17.4)                   | 0.1 (32.2)                    | 6.8 (44.2)                    | 10.5 (50.9)                   | 11.5 (52.7)                   | 5.5 (41.9)                    | −0.9 (30.4)                   | −5.8 (21.6)                   | −11.1 (12)                    | −16.5 (2.3)                   |
| 降水量 mm （inch）                 | 234.1 (9.217)                 | 146.9 (5.783)                 | 119.3 (4.697)                 | 88.8 (3.496)                  | 97.6 (3.843)                  | 130.4 (5.134)                 | 199.9 (7.87)                  | 172.9 (6.807)                 | 181.2 (7.134)                 | 165.3 (6.508)                 | 161.1 (6.343)                 | 241.3 (9.5)                   | 1,954 (76.929)                |
| 降雪量 cm （inch）                 | 436 (171.7)                   | 313 (123.2)                   | 191 (75.2)                    | 58 (22.8)                     | 3 (1.2)                       | 0 (0)                         | 0 (0)                         | 0 (0)                         | 0 (0)                         | 0 (0)                         | 26 (10.2)                     | 290 (114.2)                   | 1,301 (512.2)                 |
| 平均降水日数 （≥1.0 mm）           | 23.3                          | 19.0                          | 18.4                          | 13.2                          | 12.0                          | 13.0                          | 14.9                          | 12.9                          | 14.2                          | 14.1                          | 16.5                          | 21.3                          | 192.9                         |
| 平均月間日照時間                   | 53.1                          | 71.4                          | 101.1                         | 157.3                         | 196.2                         | 145.5                         | 136.6                         | 178.6                         | 124.7                         | 120.0                         | 99.2                          | 69.5                          | 1,447                         |
| 出典1：Japan Meteorological Agency |                               |                               |                               |                               |                               |                               |                               |                               |                               |                               |                               |                               |                               |
| 出典2：気象庁                      |                               |                               |                               |                               |                               |                               |                               |                               |                               |                               |                               |                               |                               |

## 歴史
- 沖ノ原遺跡、本ノ木・田沢遺跡群をはじめてとする多くの縄文遺跡（草創期～中期）があり、特に国の重要文化財となった火焔型土器などが発掘されている。
- 1955年（昭和30年）1月1日 - 外丸村、上郷村、芦ヶ崎村、秋成村、中深見村、下船渡村の6村の合併により津南町となる。
- 2011年（平成23年）3月12日 - 長野県北部地震により被害を受ける。

### 市町村合併

現・十日町市域の旧市町村（黄色）と津南町の位置関係。

平成の大合併に伴い、十日町市のほか中魚沼郡の川西町と中里村、東頸城郡の松之山町と松代町の6市町村（いずれも合併し、現在の十日町市となっている）での合併が検討された。しかし、町民に対して実施した住民投票の結果を受け、当町は合併せずに独立することを選択した。
前述の合併とは別に、地理的に近いとされる中魚沼郡中里村や東頸城郡松之山町との3町村での合併も検討されたが、その話が大きく取り上げられるようになった時は既に中里村と松之山町は十日町市と合併することが決まっていた為、その案は頓挫することになった。また、隣接する長野県下水内郡栄村との県境を越えた合併も検討されたが、実現には至らなかった。

## 人口
| |                                        |  |
| 津南町と全国の年齢別人口分布（2005年） | 津南町の年齢・男女別人口分布（2005年） |  |
| ■紫色 ― 津南町 ■緑色 ― 日本全国 | ■青色 ― 男性 ■赤色 ― 女性              |  |
| 津南町（に相当する地域）の人口の推移 \| 1970年（昭和45年） \| 16,092人 \| \| \| 1975年（昭和50年） \| 14,328人 \| \| \| 1980年（昭和55年） \| 13,841人 \| \| \| 1985年（昭和60年） \| 13,464人 \| \| \| 1990年（平成2年） \| 12,955人 \| \| \| 1995年（平成7年） \| 12,865人 \| \| \| 2000年（平成12年） \| 12,389人 \| \| \| 2005年（平成17年） \| 11,719人 \| \| \| 2010年（平成22年） \| 10,881人 \| \| \| 2015年（平成27年） \| 10,029人 \| \| \| 2020年（令和2年） \| 8,989人 \| \| |                                        |  |
| 総務省統計局 国勢調査より |                                        |  |
| 1970年（昭和45年） | 16,092人                               |  |
| 1975年（昭和50年） | 14,328人                               |  |
| 1980年（昭和55年） | 13,841人                               |  |
| 1985年（昭和60年） | 13,464人                               |  |
| 1990年（平成2年） | 12,955人                               |  |
| 1995年（平成7年） | 12,865人                               |  |
| 2000年（平成12年） | 12,389人                               |  |
| 2005年（平成17年） | 11,719人                               |  |
| 2010年（平成22年） | 10,881人                               |  |
| 2015年（平成27年） | 10,029人                               |  |
| 2020年（令和2年） | 8,989人                                |  |

- 65歳以上人口 4,069人（33.7%、2005年（平成17年））

他の山間地域と同様に高齢化の進展が著しく、若い世代の流出が問題となっている。

## 行政
- 町長：桑原悠（くわばら はるか、女性、東大大学院修了、2018年7月9日就任、2期目）

## 議会

### 町議会
- 定数：14人
- 任期：2019年11月10日 - 2023年11月9日
- 議長：恩田稔
- 副議長：風巻光明

### 衆議院
- 選挙区：新潟6区（十日町市、糸魚川市、妙高市、上越市、中魚沼郡）
- 任期：2021年10月31日 - 2025年10月30日
- 投票日：2021年10月31日
- 当日有権者数：272,966人
- 投票率：67.79％

| 当落 | 候補者名 | 年齢 | 所属党派   | 新旧別 | 得票数   | 重複 |
| ---- | -------- | ---- | ---------- | ------ | -------- | ---- |
| 当   | 梅谷守   | 47   | 立憲民主党 | 新     | 90,679票 | ○    |
| 比当 | 高鳥修一 | 61   | 自由民主党 | 前     | 90,549票 | ○    |
|      | 神鳥古賛 | 53   | 無所属     | 新     | 1,711票  |      |

## 経済

### 主な産業
- 農業・食品産業
  - 魚沼産コシヒカリ、カサブランカ、雪下人参、トマト、アスパラガス、トウモロコシ、縄文ワインなど

米の食味を良くする寒暖差とミネラル分豊富な雪解け水を生かして、国内有数のブランド米「魚沼産コシヒカリ」の生産が盛んである。
高原野菜のほか、「雪下ニンジン」と呼ばれる越冬により甘みの増したニンジンが特産品となっている。
雪室での野菜や花きの貯蔵に関する研究が1980年代から町内の県高冷地農業技術センターで行われ、その後実用化がなされた。
- 観光

#名所・旧跡・観光スポット・祭事・催事を参照。
- 水力発電（信濃川水系、中津川水系、志久見川水系）

山間地の落差と豪雪による豊富な河川水を利用した水力発電が行われており、町内には東京電力の信濃川発電所、下船渡発電所、中津川第一発電所、中津川第二発電所、東北電力の灰雨発電所が置かれている。1990年代からは小水力発電の取組みも行われている。

### 町内に本社を置く主な企業
- 津南町農業協同組合
- 苗場福祉会
- 津南醸造
- 苗場酒造
- 上村建設工業
- 高橋工務所
- 津南新聞

- ニュー・グリーンピア津南

### 郵便局

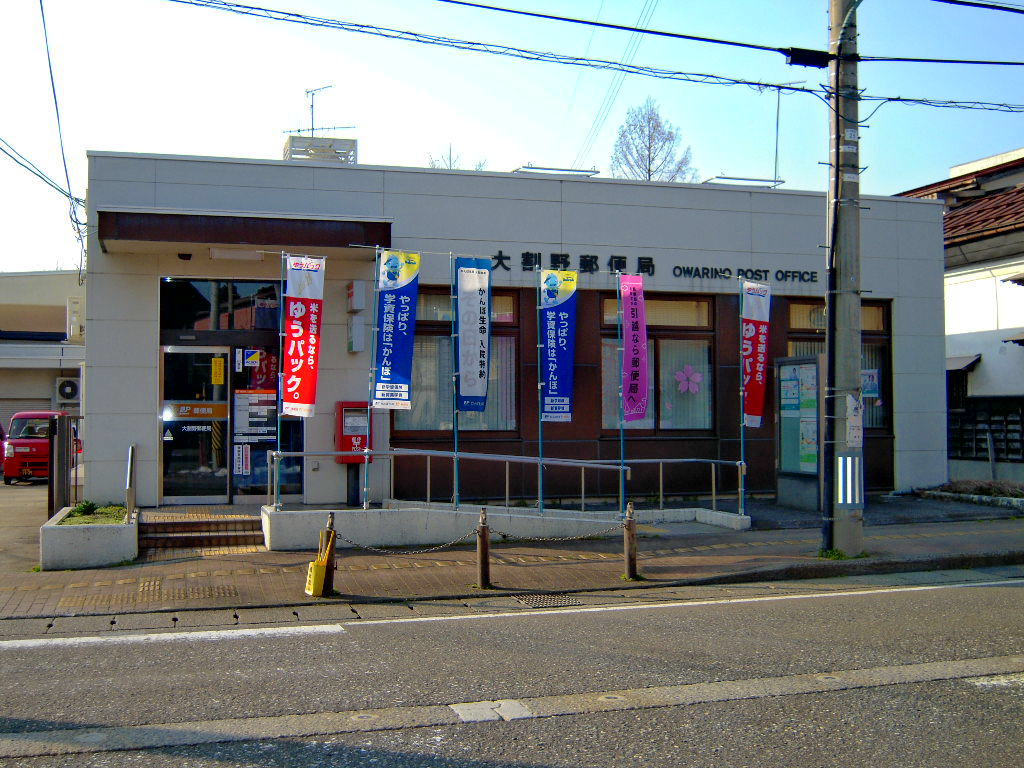
大割野郵便局（集配局）
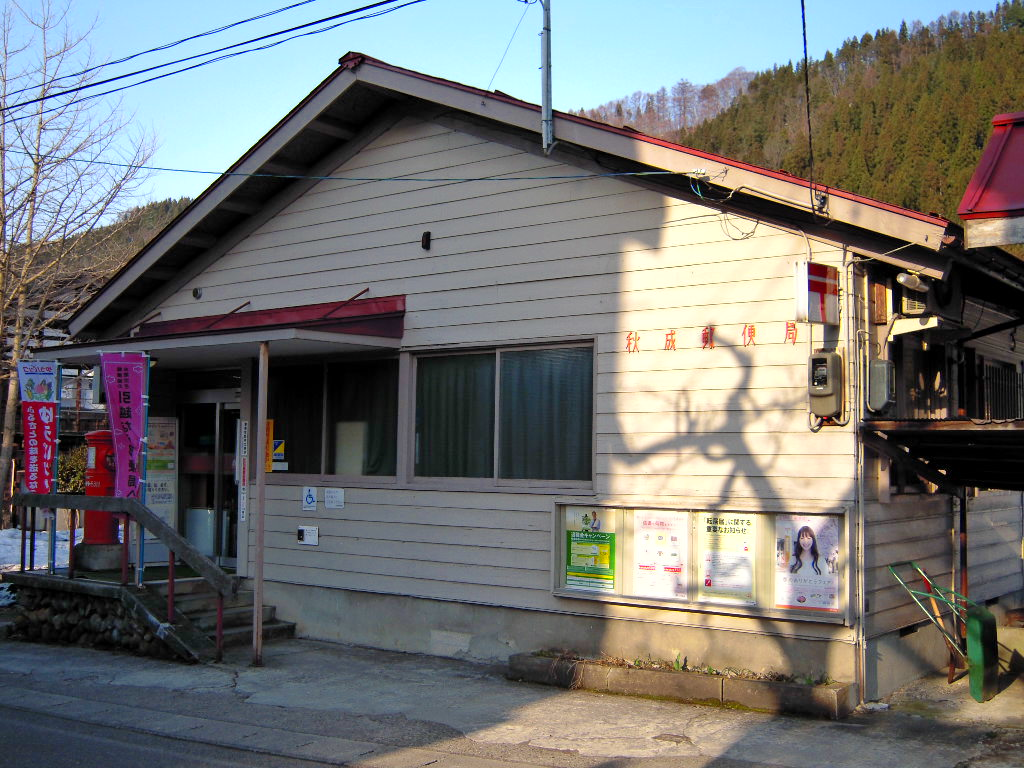
秋成郵便局
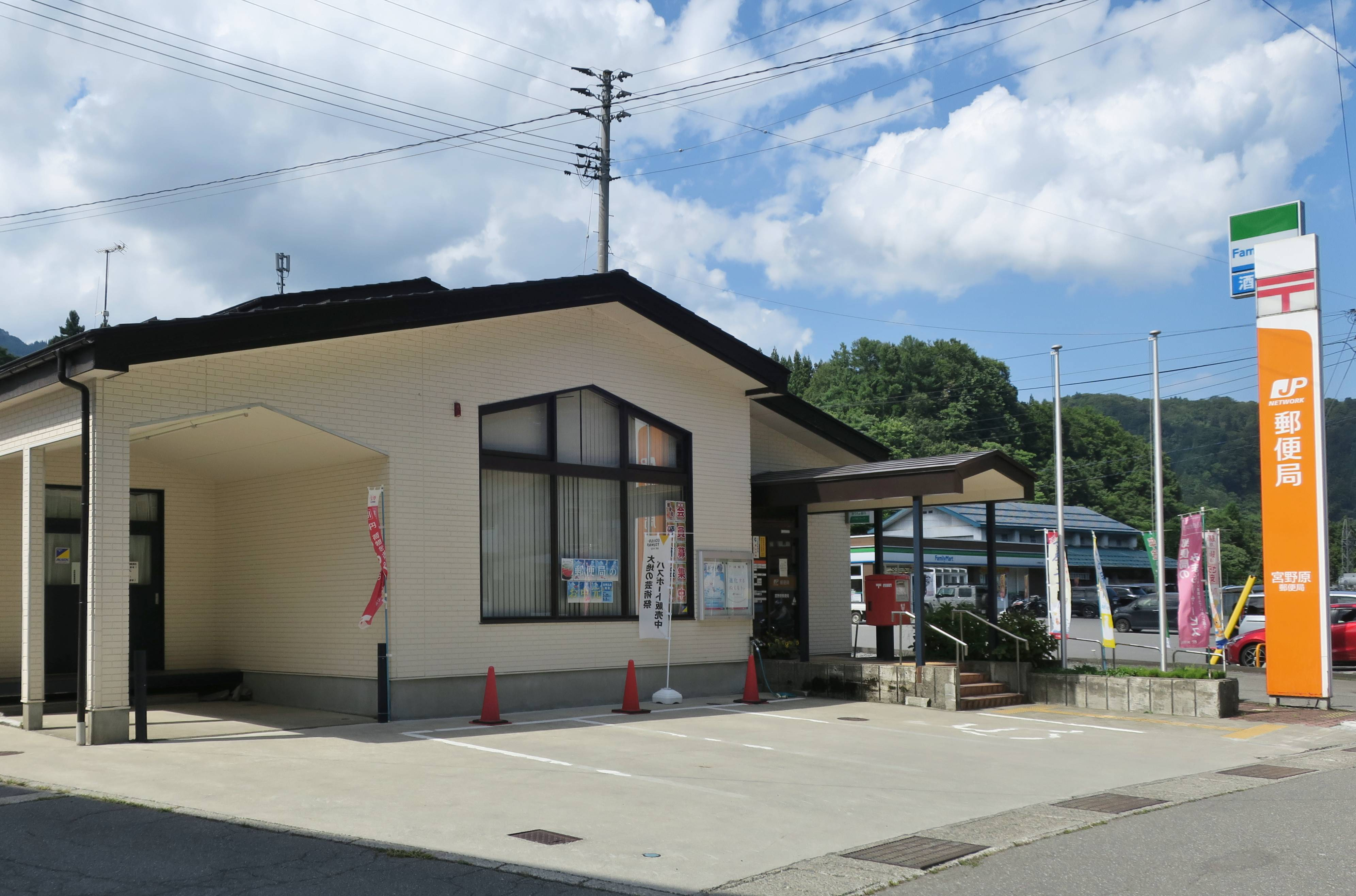
宮野原郵便局
- 下船渡郵便局
- 芦ケ崎郵便局
- 外丸郵便局
- 三箇郵便局-2021年6月1日付で廃止予定[12]
- 結東簡易郵便局

- 大割野郵便局
- 秋成郵便局
- 宮野原郵便局

### 金融機関
- 第四北越銀行 津南支店
- ゆきぐに信用組合 津南支店
- 津南町農業協同組合 本店

### メディア
- 津南新聞 - 週刊（1955年（昭和30年）創刊）

## 姉妹都市・提携都市
- 狭山市（埼玉県）
1997年1月30日友好交流都市提携
- 驪州市（大韓民国）
1999年7月23日驪州郡として友好交流都市提携

## 教育

### 中等教育学校
- 新潟県立津南中等教育学校

### 中学校
- 津南町立津南中学校

### 小学校
- 津南町立津南小学校
- 津南町立上郷小学校
- 津南町立芦ヶ崎小学校

### かつて存在した小学校
- 津南町立津南原小学校…2010年（平成22年）4月1日、津南小学校へ統合[13]
- 津南町立三箇小学校…2010年（平成22年）4月1日、津南小学校へ統合[13]
- 津南町立外丸小学校…2015年（平成27年）4月1日、津南小学校へ統合[13]
- 津南町立中津小学校…2015年（平成27年）4月1日、津南小学校へ統合[13]

## 交通

### 鉄道路線
- 東日本旅客鉄道（JR東日本）
  - 飯山線：足滝駅 - 越後田中駅 - 津南駅 - 越後鹿渡駅

### 路線バス

津南町内・周辺のバス路線図

町内路線のほか、十日町駅や越後湯沢駅、隣接する栄村の森宮野原駅などとを結ぶ路線が設定されている。
- 南越後観光バス
- スクールバス（一般乗車可能）
- 乗合タクシー

### 道路
- 高速道路
  - 町内には高速道路は整備されていない。
- 一般国道
  - 国道117号

千曲川・信濃川に沿って、長野県長野市から当町内を通り、新潟県小千谷市までを結ぶ幹線道路。
大型車両が通行する際の難所であった大倉スノーシェードを迂回する大倉バイパスが2011年10月15日に開通した。
- 国道405号

群馬県吾妻郡中之条町（旧六合村）から当町内を通り、新潟県上越市までを結ぶ道路。
冬季間は一部が道路閉鎖となる。秋山郷への重要な生活道路であるが、平成18年豪雪で一部が雪崩により寸断されて住民が孤立する事態が発生した。
- 国道353号

新潟県柏崎市から当町内、十日町市内（旧・中里村内）を通り、新潟県南魚沼郡湯沢町までを結ぶ道路。
最寄の高速道路や上越新幹線（越後湯沢駅）を利用するためには、この道路で湯沢町や南魚沼市まで行く必要がある。
山間を縫う道路であるため、冬季は雪崩がしばしば発生する。
- 主要地方道
  - 県道49号小千谷十日町津南線
- 一般県道
  - 県道238号加用逆巻線
  - 県道239号秋山郷森宮野原停車場線
  - 県道251号加用今新田津南停車場線
  - 県道284号中深見越後田沢停車場線
  - 県道482号秋成下船渡線
  - 県道539号茶屋峠高原線
  - 県道577号結東上郷宮野原線

## 名所・旧跡・観光スポット・祭事・催事

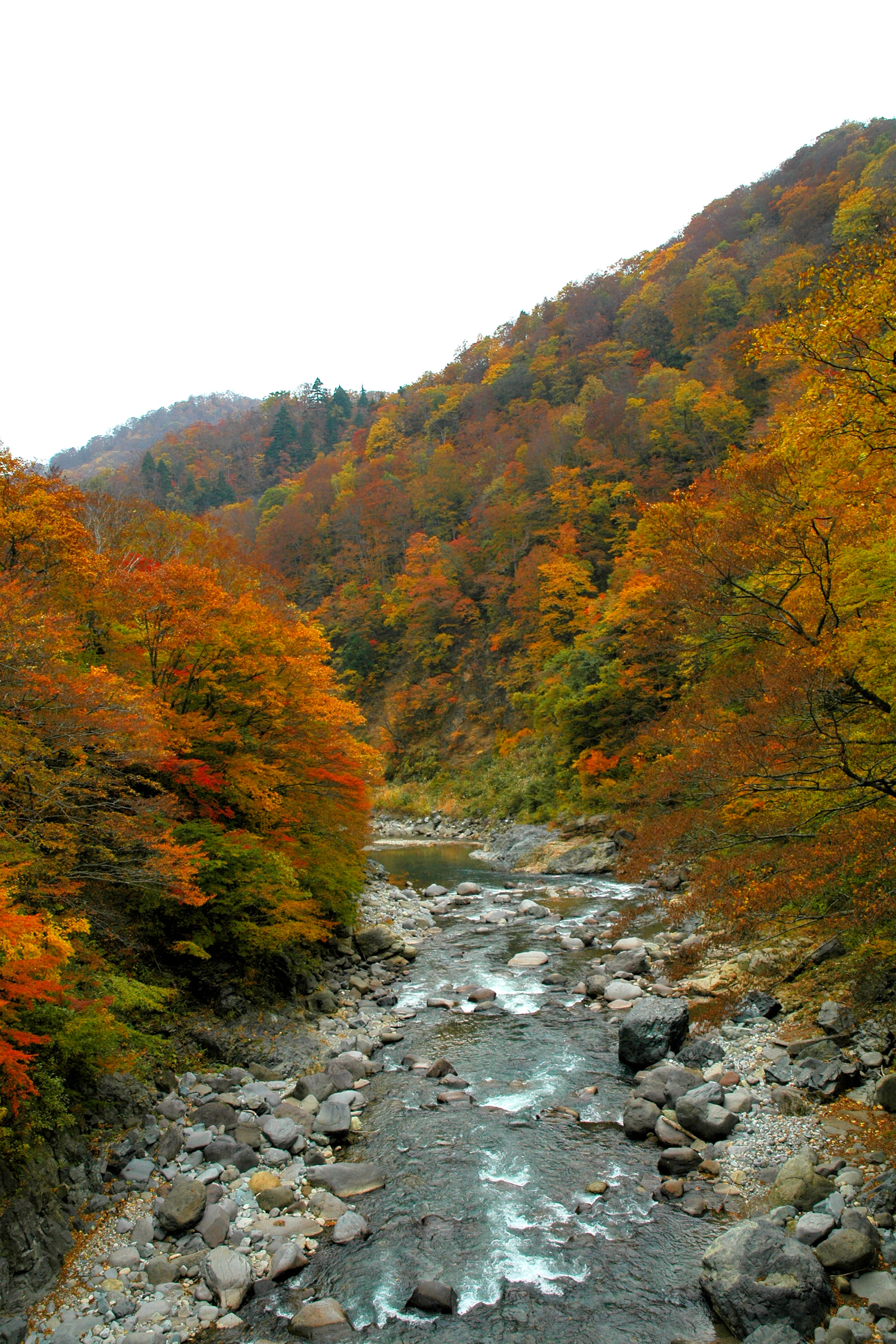
秋山郷・中津川の紅葉

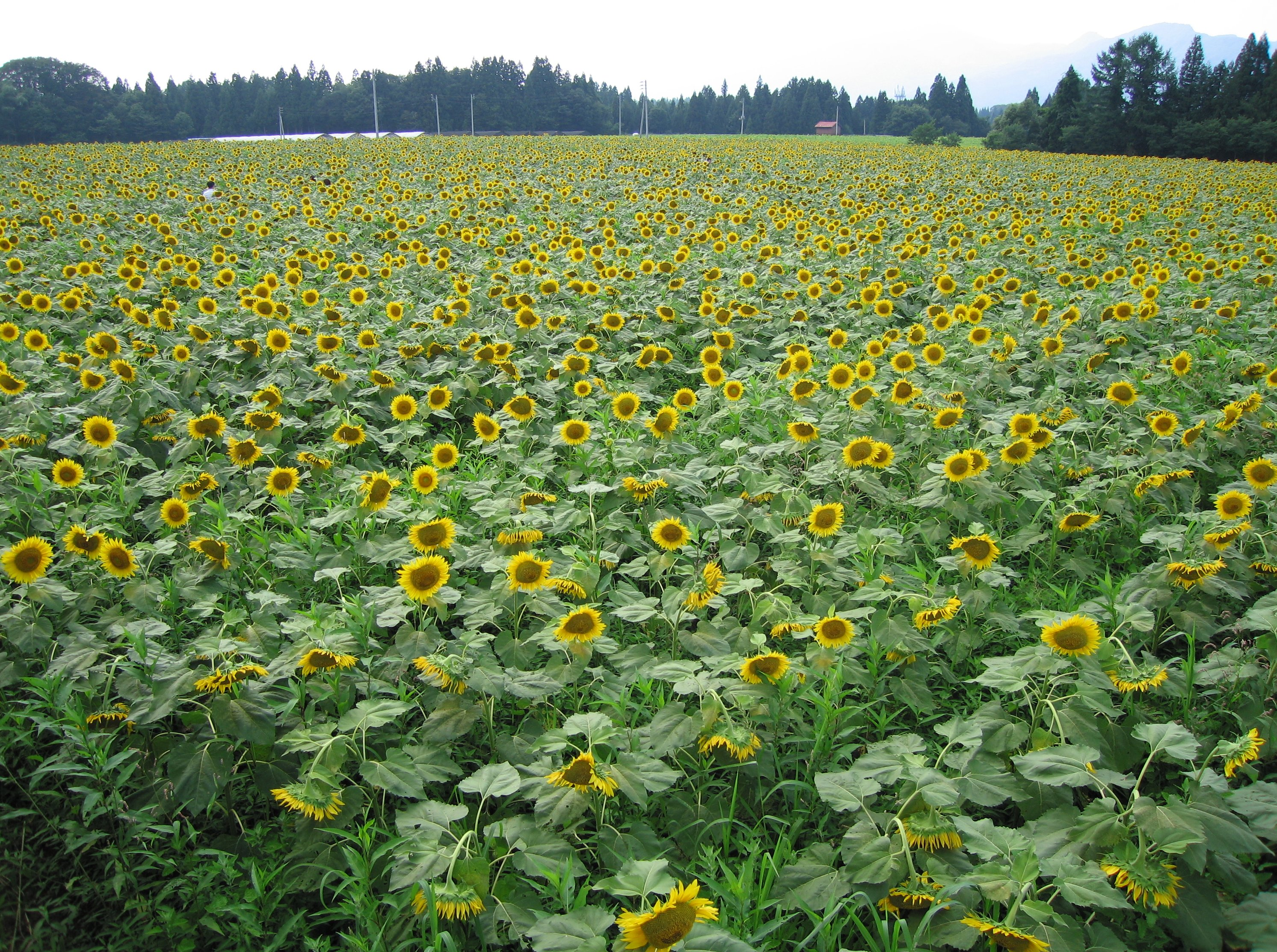
ひまわり広場

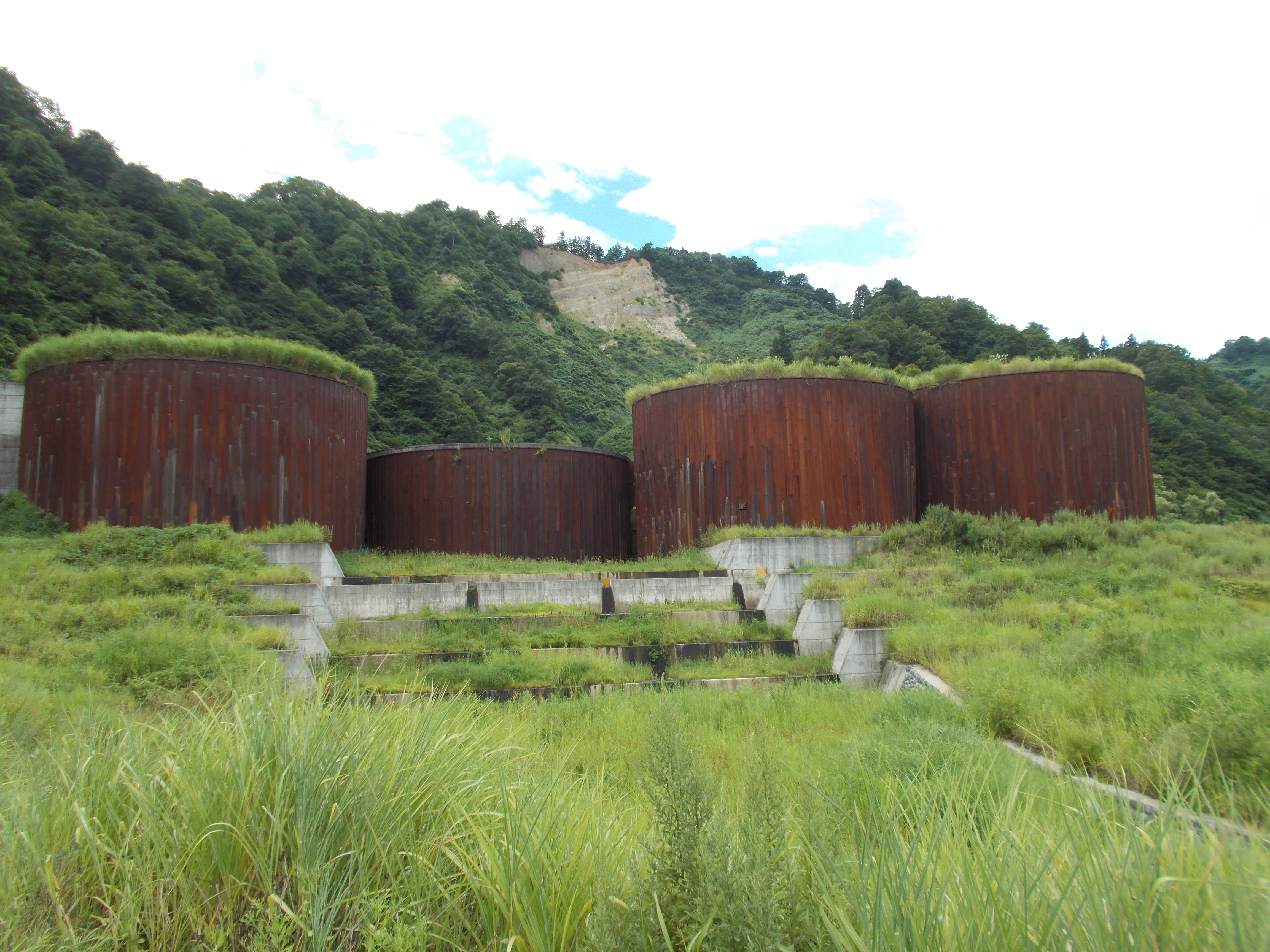
大地の芸術祭作品の一部として扱われたトヤ沢砂防堰堤

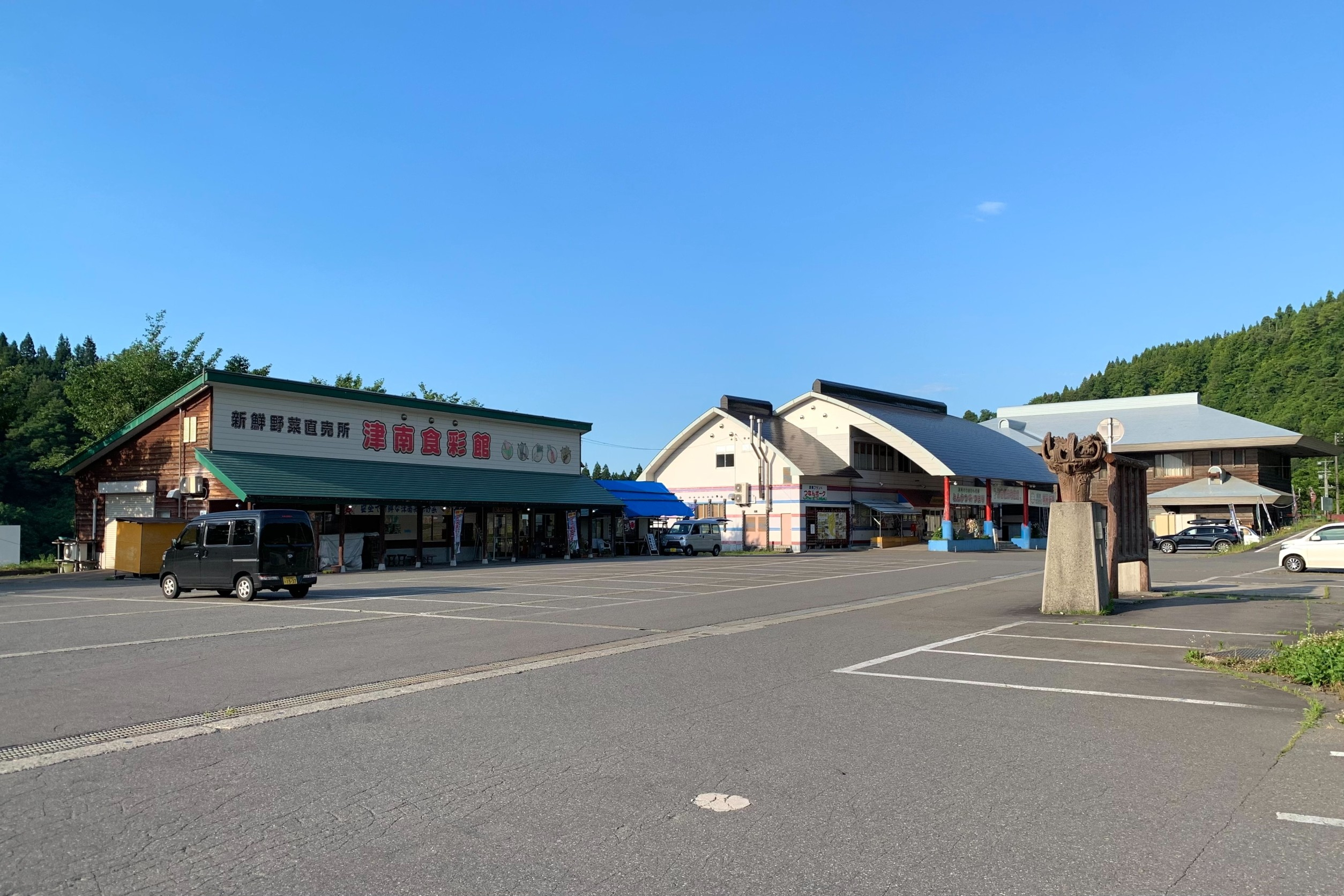
津南観光物産館

ひまわり畑、ニュー・グリーンピア津南、秋山郷、山伏山森林公園、温泉、スキー場など様々な観光資源がある。「大地の芸術祭の里」「雪国観光圏」「信濃川火焔街道」など近隣市町村と一体となった観光圏を形成している。

### 名所・旧跡・観光スポット
- 苗場山麓ジオパーク
  - 河岸段丘
  - 竜ヶ窪（名水百選）
  - 沖ノ原遺跡：国指定史跡
  - 田代の七ツ釜：国指定名勝及び天然記念物
  - 石落し
  - 農と縄文の体験実習館「なじょもん」
  - 津南町歴史民俗資料館
- 津南ひまわり広場（ひまわり畑）
沖の原台地の広大な農作地に「一万坪ひまわり広場」として1991年に開設された[15]。もともとニンジン畑だったところに連作障害対策を兼ねて植えられたのがはじまり[15]。夏の風物詩として県内外から多くの観光客が来訪している。またここでは毎年夏に結婚式が行われている。
- 秋山郷
  - 見玉不動尊
  - 見倉橋、前倉橋、猿飛橋（いずれも新潟日報「新潟の橋50選」）
  - 結東の石垣田
- 中子の桜
- 森林セラピー基地 樽田の森
- トヤ沢砂防堰堤
- 本ノ木・田沢遺跡群：国指定史跡

### レジャー・娯楽

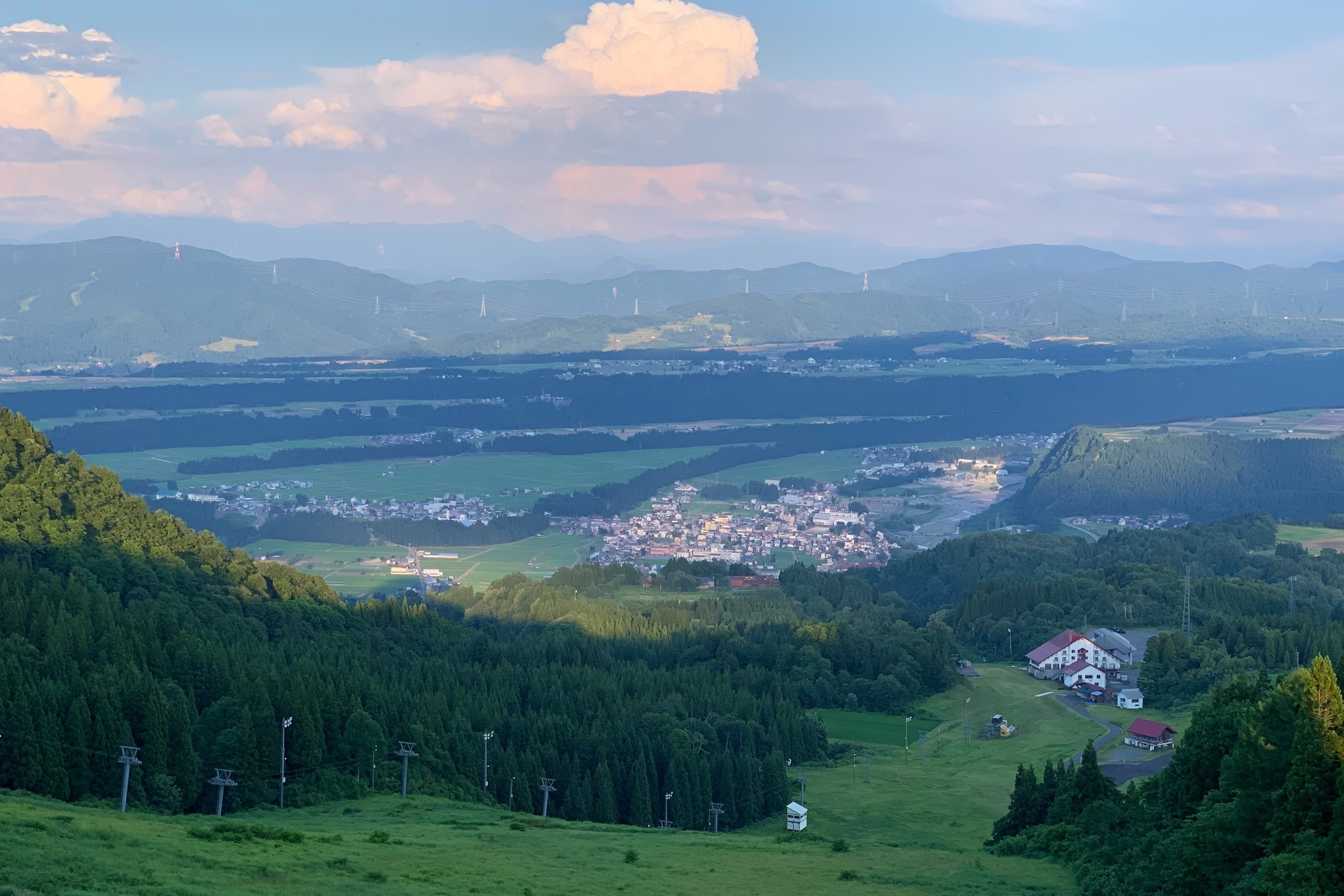
空の展望台（マウンテンパーク津南）

- ニュー・グリーンピア津南
- マウンテンパーク津南
県観光公社の「マントパーク津南」として1976年（昭和51年）完成[16]。その後1988年（昭和63年）、県観光公社の解散のため、三菱重工や町が出資して新設された第三セクター「南越後リゾート開発」による運営に移管された[17][18]。その後1997年からは町が大半を出資する新会社、そして2000年からは町営と運営が転々としている[19]。
- 無印良品津南キャンプ場
1995年（平成7年）7月オープン[20]。隣接地には1984年（昭和59年）に町によって整備された[21]山伏山森林公園があり、のちに無印良品キャンプ場のANNEXとなった。
- 津南映画劇場 - 1969年の津南町では唯一の映画館[22]。
- 上郷クローブ座

### 温泉
温泉が町内各所にあり、地域の住民や観光客に親しまれている。
- 津南駅前温泉
津南駅併設の日帰り入浴施設「リバーサイド津南」のほか、駅前に旅館が並ぶ。
- 辰ノ口温泉
- 越後田中温泉
- 秋山郷
  - 逆巻温泉
  - 結東温泉
1992年（平成4年）に廃校となった中津峡小学校を町が改装した宿泊施設「かたくりの宿」がある[23]。
- 竜ヶ窪温泉
- 小下里温泉（日帰り施設「クアハウス津南」）
1986年（昭和61年）8月、10種類の浴室と温泉プール、トレーニングルームからなる施設としてオープン[24]。同一敷地内には同年12月オープンの「津南観光物産館（津南町林業会館）」があり、これらと屋外施設「健康コミュニティプラザ」の3施設で「津南温泉スポーツランド」を構成している[25]。

### 祭事・催事
- 大地の芸術祭 越後妻有アートトリエンナーレ（十日町市とともに開催）
- 津南まつり（7月下旬）
- 津南雪まつり（3月）

## 著名な出身者
- 石田吉貞（国文学者、文学博士）
- 村山朝偉（硝子工芸家・手描友禅染色作家）
- 上村憲司（津南町長、元新潟県議会議員、副議長・5期）
- 桑原悠（津南町長、元津南町議会議員、『AERA』2012年「日本を立て直す100人」に選出）
- 村山正司（元JA新潟中央会会長）
- 金子学（お笑い芸人「うしろシティ」、平成24年度NHK新人演芸大賞を受賞）
- 中島翔子（プロレスラー、元お笑い芸人、東京女子プロレス所属）

## ゆかりのある有名人
- 佐藤雅一 (考古学者) - 雪国観光圏雪国文化研究WG座長。

### 町内の地図
- 津南町飲食店・温泉・宿・マップ (PDF) （苗場山麓ジオパーク）
- 飯山線沿線そばマップ